# Bohr (cráter)

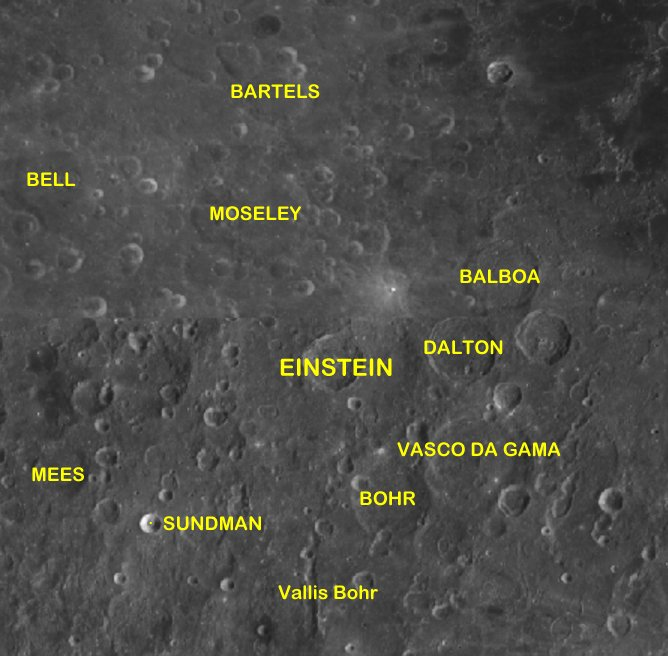
Entorno del cráter Bohr

Bohr es un cráter de impacto que se encuentra cerca de la extremidad occidental de la Luna, en la zona afectada por la libración. Se inserta en el borde suroeste de una formación más grande, el cráter erosionado Vasco da Gama, y al sureste del cráter Einstein.
Su borde está desgastado y erosionado, con un par de pequeños cráteres en forma de cuenco incrustados en su perímetro occidental. El borde al noreste ha sido apuntalado por el cráter adyacente Vasco da Gama, pero el resto del anillo presenta formas irregulares y accidentadas. Al suroeste de Bohr se sitúa el Vallis Bohr, un valle de orientación norte-sur. Esta larga hendidura probablemente está asociada con la formación del Mare Orientale situado más al sur.
|  |  |